# Palpo

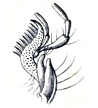
Maxila y palpos de Loricera pilicornis

Los palpos son apéndices articulados sensoriales de los artrópodos.
En los insectos sirven para examinar los alimentos. Están situados en su armadura bucal, en las maxilas (palpos maxilares) y en el labio (palpos labiales). El término “sensor táctil” es engañoso porque muchos animales hacen más que simplemente sentir con él. Los palpos suelen tener vellos densos, que pueden ser no sólo bigotes sino también quimiorreceptores de contacto. También se pueden utilizar para degustar y oler.
En los arácnidos, existen unos apéndices análogos denominados pedipalpos que son el segundo par de apéndices del prosoma (cefalotórax).